# Mapperton (West Dorset)
Mapperton is een civil parish in het bestuurlijke gebied West Dorset, in het Engelse graafschap Dorset. In 2001 telde het dorp 23 inwoners. Mapperton komt in het Domesday Book (1086) voor als 'Malperetone' / 'Malperretona'.

## Mapperton House
Mapperton staat bekend om zijn landhuis, waarvan zowel het huis als de tuinen in de zomermaanden geopend zijn voor het publiek. Het huis is een Grade I monument, evenals de aangrenzende All Saints' Church, die dateert uit de 12e eeuw.
Sinds de 11e eeuw is het landgoed eigendom geweest van slechts vier families (Brett, Morgan, Brodrepp, Compton), allemaal verbonden via de vrouwelijke lijn, voordat het in 1919 werd verkocht aan Ethel Labouchere. Na haar overlijden in 1955 werd het landhuis verworven door burggraaf Hinchingbrooke, Victor Montagu. Na zijn overlijden in 1995 ging het over op zijn zoon, de 11e graaf van Sandwich, John Edward Hollister Montagu.
Robert Morgan bouwde in de jaren 1540 een Tudoriaans landhuis op de huidige locatie, waarvan een deel nog steeds bestaat als de noordvleugel van het huidige gebouw. Het huis werd grotendeels herbouwd in de jaren 1660 door Richard Brodrepp, met toevoeging van de hal en de westelijke gevel, evenals de duiventil en de stallen. Een tweede Richard Brodrepp creëerde in de 18e eeuw de Georgische trap. In 2006 werd het huis door het tijdschrift Country Life uitgeroepen tot het "Mooiste Landhuis van het Land". Het graf van Richard Brodrepp in de kerk dateert uit 1739 en werd ontworpen door Peter Scheemakers.
De terreinen en formele tuinen zijn Grade II* monumenten. In de jaren 1920 werd een Italiaanse tuin aangelegd en in de jaren 1950 een wilde tuin. In 2020 werden de tuinen uitgeroepen tot Historic Houses Garden of the Year. Het huis wordt beheerd door burggraaf en burggravin Hinchingbrooke, Julie Montagu.
Sinds 2016 wonen burggraaf en burggravin Hinchingbrooke in de privévertrekken van het huis, samen met hun vier kinderen. Ze hebben het landgoed gemoderniseerd en runnen een succesvol YouTube-kanaal genaamd Mapperton Live. De familie heeft ook commerciële initiatieven geïntroduceerd zoals bruiloften, vakantiehuisjes en een camping om het landgoed financieel te ondersteunen. Onlangs hebben ze ongeveer 400 hectare land teruggegeven aan de natuur als onderdeel van een herwilderingsproject.